# Árvore da vida (biologia)
A árvore da vida ou árvore universal da vida é uma metáfora, modelo conceptual e ferramenta de investigação utilizada em biologia para explorar a evolução da vida e descrever as relações entre seres vivos, tanto vivos como extintos, tal como descrito num famoso parágrafo do livro de Charles Darwin A Origem das Espécies (1859).
| “ | As afinidades de todos os seres vivos da mesma classe são, por vezes, representadas por uma grande árvore. Creio que esta comparação expressa perfeitamente a realidade. | ” |

Os diagramas de árvores da Idade Média representavam as relações genealógicas das famílias nobres. Os diagramas de árvores filogenéticas no sentido evolutivo só apareceriam em meados do século XIX.
O termo filogenia para se referir às relações evolutivas das espécies ao longo do tempo foi cunhado por Ernst Haeckel, que foi além de Darwin ao propor histórias filogenéticas da vida. No uso contemporâneo, árvore da vida refere-se à compilação de bases de dados filogenéticos completos enraizados no último ancestral comum universal da vida na Terra. Duas bases de dados públicas para árvores da vida são TimeTree, para filogenia e tempos de divergência, e Open Tree of Life, para filogenia.

## História

### Primeiras classificações naturais

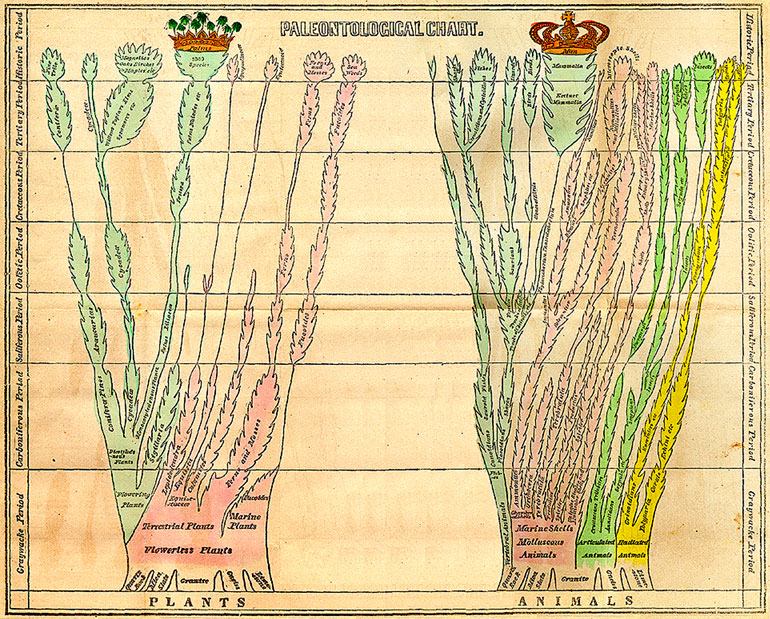
Gráfico paleontológico expansível de Edward Hitchcock na sua obra de 1840 Geologia Elementar.

Embora os diagramas em forma de árvore tenham sido utilizados há muito tempo para organizar o conhecimento, e os diagramas ramificados conhecidos como chaves estivessem omnipresentes na história natural do século XVIII, parece que o primeiro diagrama de árvore da ordem natural foi a "Arbre botanique" (Árvore Botânica) de 1801, do professor e padre católico francês Augustin Augier. No entanto, embora Augier tenha discutido a sua árvore em termos genealógicos, e embora o seu desenho imitasse claramente as convenções visuais de uma árvore genealógica contemporânea, a sua árvore não incluía qualquer aspecto evolutivo ou temporal. De acordo com a vocação clerical de Augier, a sua "Árvore Botânica" mostrava a ordem perfeita da natureza instituída por Deus no momento da Criação.
Em 1809, o compatriota mais famoso de Augier, Jean-Baptiste Lamarck (1744–1829), que estava familiarizado com a "Árvore botânica" de Augier, incluiu um diagrama ramificado de espécies animais no seu livro Philosophie zoologique. No entanto, ao contrário de Augier, Lamarck não discutiu o seu diagrama em termos de genealogia ou duma árvore, tendo-o denominado de tableau ("representação"). Lamarck acreditava na transmutação de formas de vida, mas não acreditava na ancestralidade comum; em vez disso, pensava que a vida se desenvolvia em linhagens paralelas (geração espontânea repetida), progredindo da mais simples para a mais complexa.
Em 1840, o geólogo norte-americano Edward Hitchcock (1793–1864) publicou o primeiro mapa paleontológico semelhante a uma árvore da vida na sua obra Geologia Elementar, com duas árvores separadas para plantas e animais. Estas foram coroadas (graficamente como se vê na ilustração apresentada) com palmeiras e o ser humano.
A primeira edição de Robert Chambers Vestígios da História Natural da Criação, publicada anonimamente em 1844 em Inglaterra, continha um diagrama em forma de árvore no capítulo "Hipótese do desenvolvimento dos reinos vegetal e animal". Mostra um modelo de desenvolvimento embriológico em que peixes (F), répteis (R) e pássaros (B) representam ramos de um caminho que conduz aos mamíferos (M). No texto, a ideia desta árvore ramificada é aplicada com alguma hesitação à história da vida na Terra: "poderia haver ramificações".
Em 1858, um ano após a obra A Origem das Espécies de Darwin, o paleontólogo Heinrich Georg Bronn (1800–1862) publicou uma árvore hipotética rotulada com letras. Embora não fosse criacionista, Bronn não propôs qualquer mecanismo de mudança.

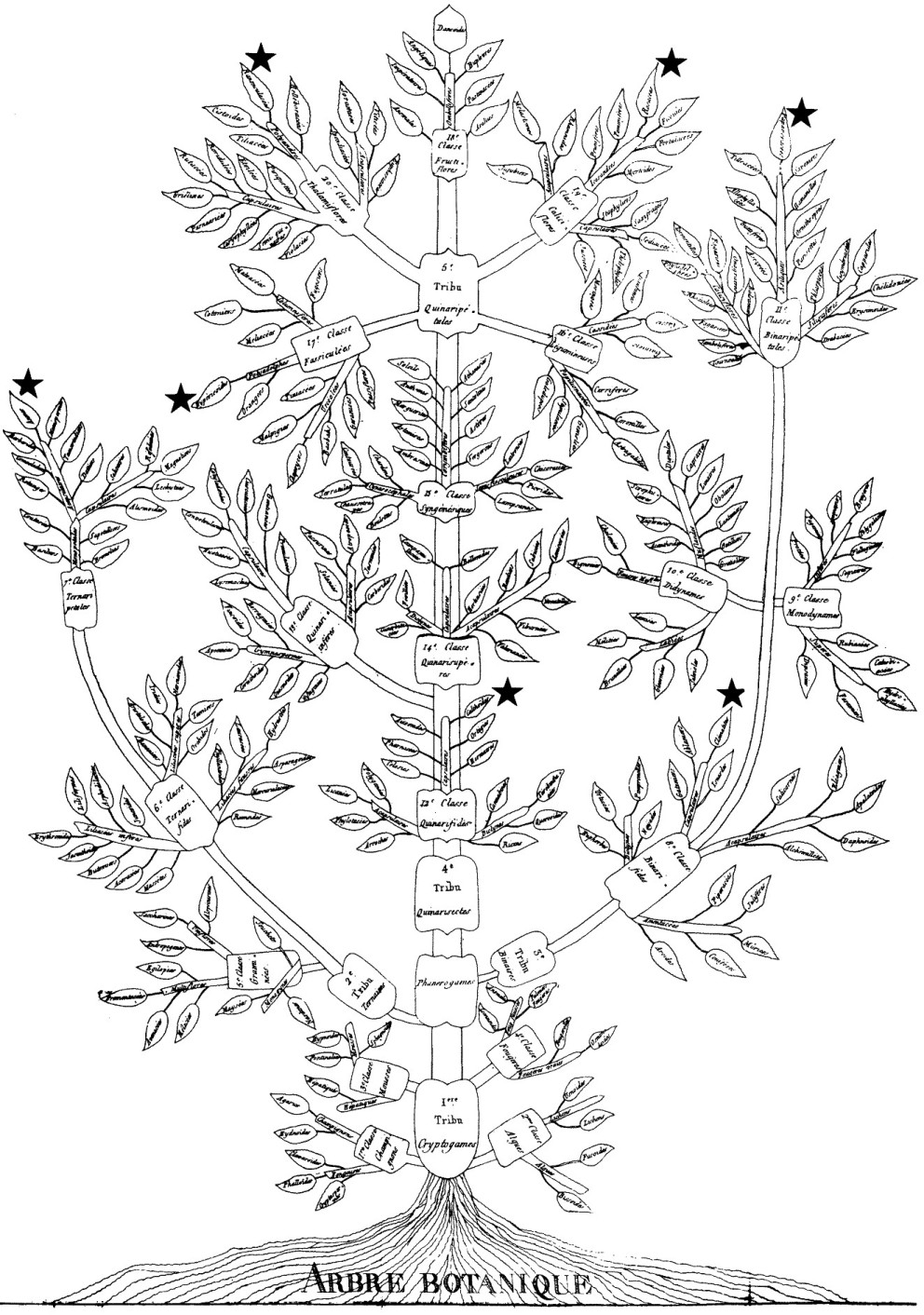
Arbre botanique (árvore botânica) por Augustin Augier de 1801.
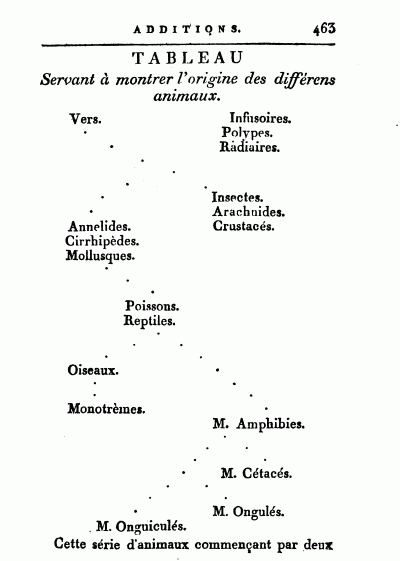
Ilustração da origem dos grupos de animais por Jean-Baptiste Lamarck de 1809 no seu livro Philosophie zoologique com caminhos evolutivos ramificados, não considerada uma árvore evolutiva.
Diagrama no livro de Robert Chambers de 1844Vestiges of the Natural History of Creation

### Darwin
Charles Darwin (1809–1882) utilizou a metáfora da "árvore da vida" para conceptualizar a sua teoria da evolução. Em A Origem das Espécies (1859), apresentou um diagrama abstrato de uma parte de uma árvore do tempo maior para as espécies de um grande género sem nome (ver figura). Na linha de base horizontal, rotulou espécies hipotéticas desse género de A a L, e foram espaçadas irregularmente para indicar o quão diferentes eram umas das outras, e na parte superior traçou linhas tracejadas em vários ângulos, sugerindo que tinham divergido de um ou mais ancestrais comuns. As divisões no eixo vertical rotuladas de I a XIV representam cada uma mil gerações. De A, linhas divergentes mostram descendência ramificada produzindo novas variedades, algumas das quais acabaram por se extinguir, que após dez mil gerações de descendentes de A se tornaram novas variedades diferentes ou mesmo as subespécies a10, f10 e m10. Da mesma forma, os descendentes de I diversificaram-se para se tornarem as novas variedades w10 e z10. O processo foi extrapolado para mais quatro mil gerações, de modo a que os descendentes de A e I se tornassem catorze novas espécies rotuladas de a14 a z14. Embora F tenha permanecido relativamente inalterada durante catorze mil gerações, as espécies B, C, D, E, G, H, K e L foram extintas. Nas palavras de Darwin: "Assim, as pequenas diferenças que distinguem as variedades da mesma espécie tenderão a aumentar continuamente até se igualarem às maiores diferenças entre espécies do mesmo género, ou mesmo de géneros diferentes."  A árvore de Darwin não é uma árvore da vida, mas uma pequena parte criada para mostrar o princípio da evolução. Como mostra as relações (filogenia) e o tempo (geraçõess), é uma árvore do tempo. Em contraste, Ernst Haeckel ilustrou uma árvore filogenética (apenas ramificada) em 1866, sem escala de tempo, e de espécies reais e táxones superiores. No seu resumo da secção, Darwin apresentou o seu conceito sob a forma de uma metáfora da árvore da vida:
| “                                             | As afinidades de todos os seres vivos da mesma classe eram por vezes representadas por uma grande árvore. Creio que esta comparação expressa perfeitamente a realidade. Os ramos verdes e os que brotam podem representar espécies já existentes; e os que ocorreram durante cada um dos anos anteriores podem representar uma longa sucessão de espécies extintas. Em cada período de crescimento, todos os ramos em crescimento tentaram ramificar-se em todas as direções e crescer mais do que os ramos e galhos que os rodeiam, matando-os, da mesma forma que as espécies e os grupos de espécies tentaram dominar outras espécies na grande batalha da vida. Os ramos maiores que se dividiam em ramos maiores, e estes em ramos cada vez mais pequenos, tinham em algum momento, quando a árvore era pequena, rebentou ramos; e esta ligação dos rebentos antigos e actuais por ramos ramificados pode muito bem representar a classificação de todas as espécies extintas e vivas em grupos subordinados a grupos. Dos muitos ramos que floresceram quando as árvores eram um simples arbusto, apenas dois ou três, que agora cresceram e se tornaram grandes ramos, ainda sobrevivem e dão vida a todos os outros ramos; O mesmo acontece com as espécies que viveram durante períodos geológicos do passado remoto: muito poucas têm agora descendentes vivos e modificados. Desde o primeiro crescimento da árvore, muitos ramos e galhos grandes apodreceram e caíram; e estes ramos perdidos de vários tamanhos podem representar aquelas ordens, famílias e géneros inteiros que agora não têm representantes vivos e que conhecemos apenas porque foram encontrados em estado fóssil. Da mesma forma, de vez em quando, vemos um ramo fino que se estende de uma bifurcação baixa de uma árvore, que por algum acaso foi favorecida e ainda está viva na sua copa, e acontece que ocasionalmente vemos um animal como o ornitorrinco ou o Lepidosiren, que em algum pequeno grau liga pelas suas afinidades dois grandes ramos da vida, e que aparentemente foi salvo da competição mortal por habitar um lugar protegido. Assim como os rebentos dão origem, pelo seu crescimento, a novos rebentos, e estes, se vigorosos, ramificam-se e ultrapassam em todas as direcções muitos ramos mais fracos, assim, por geração, creio que aconteceu com a grande Árvore da Vida, que enche a crosta da Terra com os seus ramos mortos e partidos, e cobre a superfície com as suas belas ramificações sempre a espalhar-se. | ” |
| — Charles Darwin, A origem das espécies, 1859 | |   |

O significado e a importância do uso da metáfora da árvore da vida por Darwin têm sido amplamente debatidos por cientistas e académicos. Stephen Jay Gould, para citar um, argumentou que Darwin colocou o famoso parágrafo acima citado "num ponto crucial do seu texto", onde enfatizou a conclusão do seu argumento a favor da selecção natural, ilustrando tanto a interligação da descendência dos organismos como o seu sucesso e fracasso na história da vida.David Penny escreveu que Darwin não utilizou a árvore da vida para descrever as relações entre grupos de organismos, mas sim para sugerir que, tal como os ramos de uma árvore viva, as linhagens de espécies competiam e suplantavam umas às outras. Petter Hellström argumentou que Darwin deu conscientemente à sua árvore o mesmo nome da bíblica árvore da vida, que é descrita no livro de Génesis, ligando assim a sua teoria à tradição religiosa.

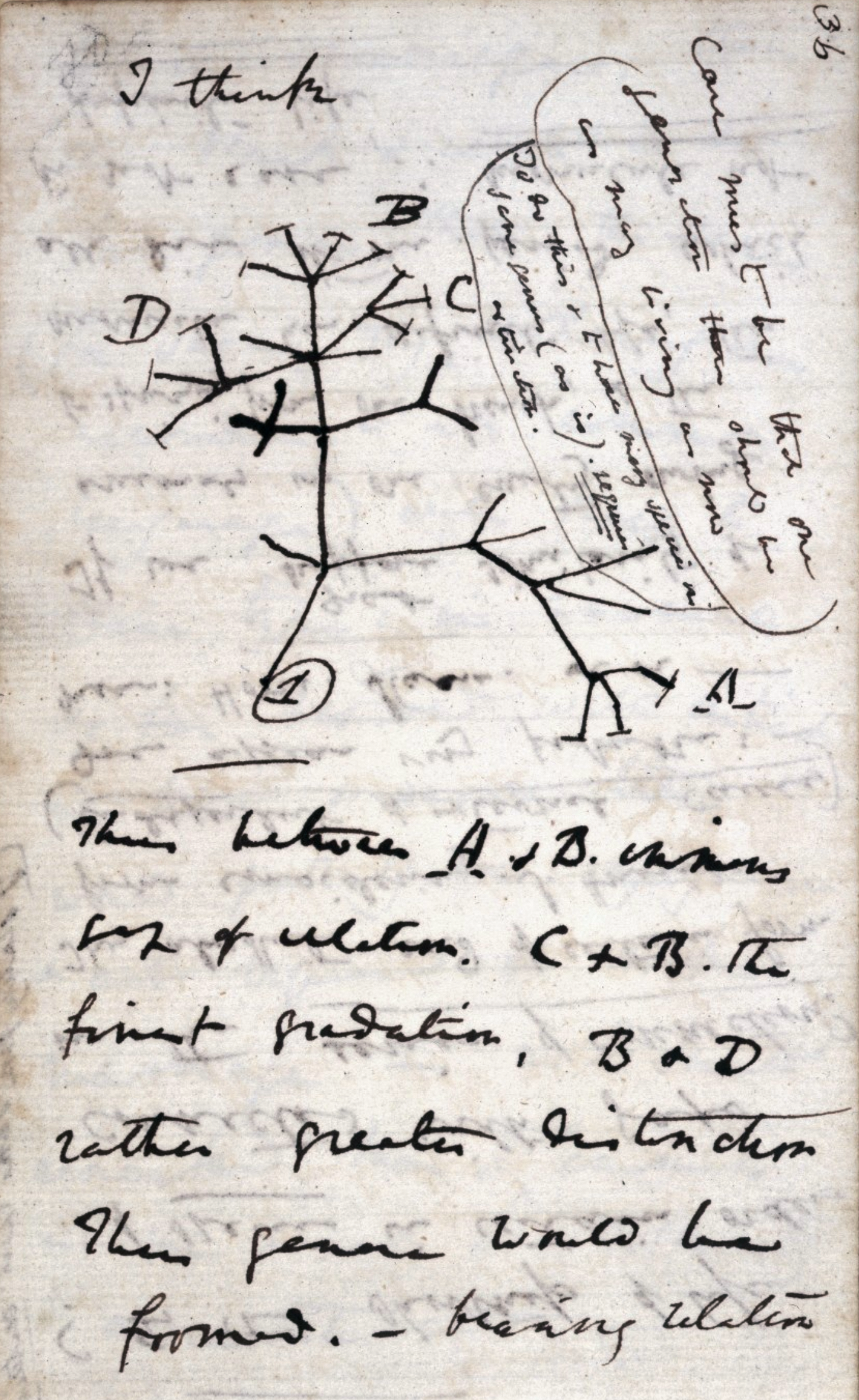
Página dos cadernos de Darwin (c. Julho de 1837) com o seu primeiro esboço de uma árvore evolutiva e as palavras "I think" no topo.
Diagrama em A Origem das Espécies de Darwin de 1859. Era a única ilustração do livro. As letras A–L representam descendentes distintos. Cada linha horizontal representa 1.000 gerações. O descendente A tem 3 espécies existentes despois de 10.000 gerações. O descendente I tem 2. Os descendentes E e F têm 1 cada um. Os outros descendentes extinguiram-se.

### Haeckel
Ernst Haeckel (1834–1919) construiu várias árvores da vida. O seu primeiro esboço, realizado na década de 1860, mostra o "Pithecanthropus alalus" como o antepassado do Homo sapiens. A sua árvore da vida de 1866, de Generelle Morphologie der Organismen, mostra três reinos: Plantae, Protista e Animalia. Este foi descrito como o "mais antigo modelo de 'árvore da vida' da biodiversidade". O seu "Pedigree of Man" de 1879 foi publicado no seu livro de 1879 The Evolution of Man. Traça a origem de todas as formas de vida até Monera e coloca o Homem (rotulado como "Menschen") no topo da árvore.

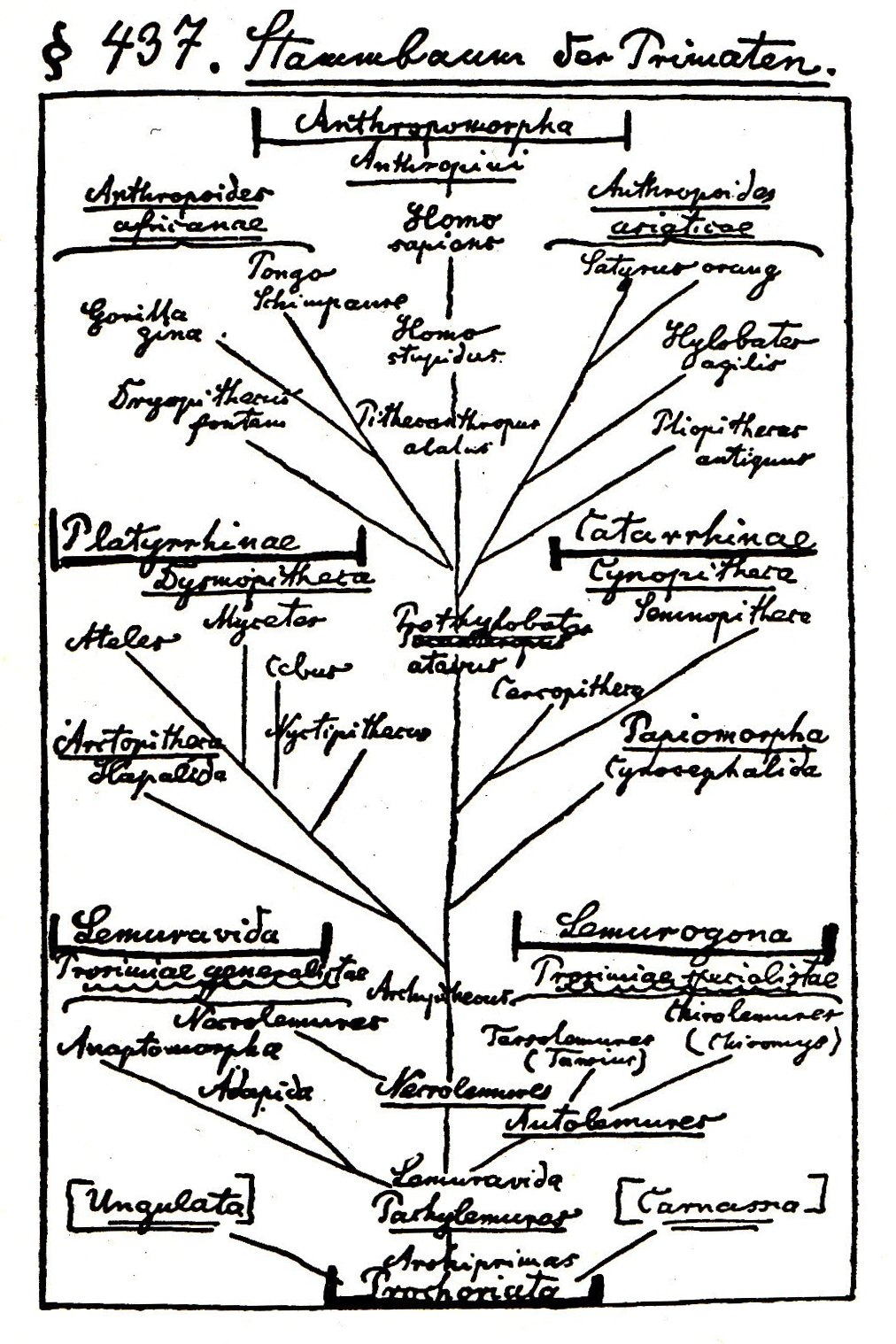
Livro de Haeckel Stammbaum der Primaten (década de 1860)
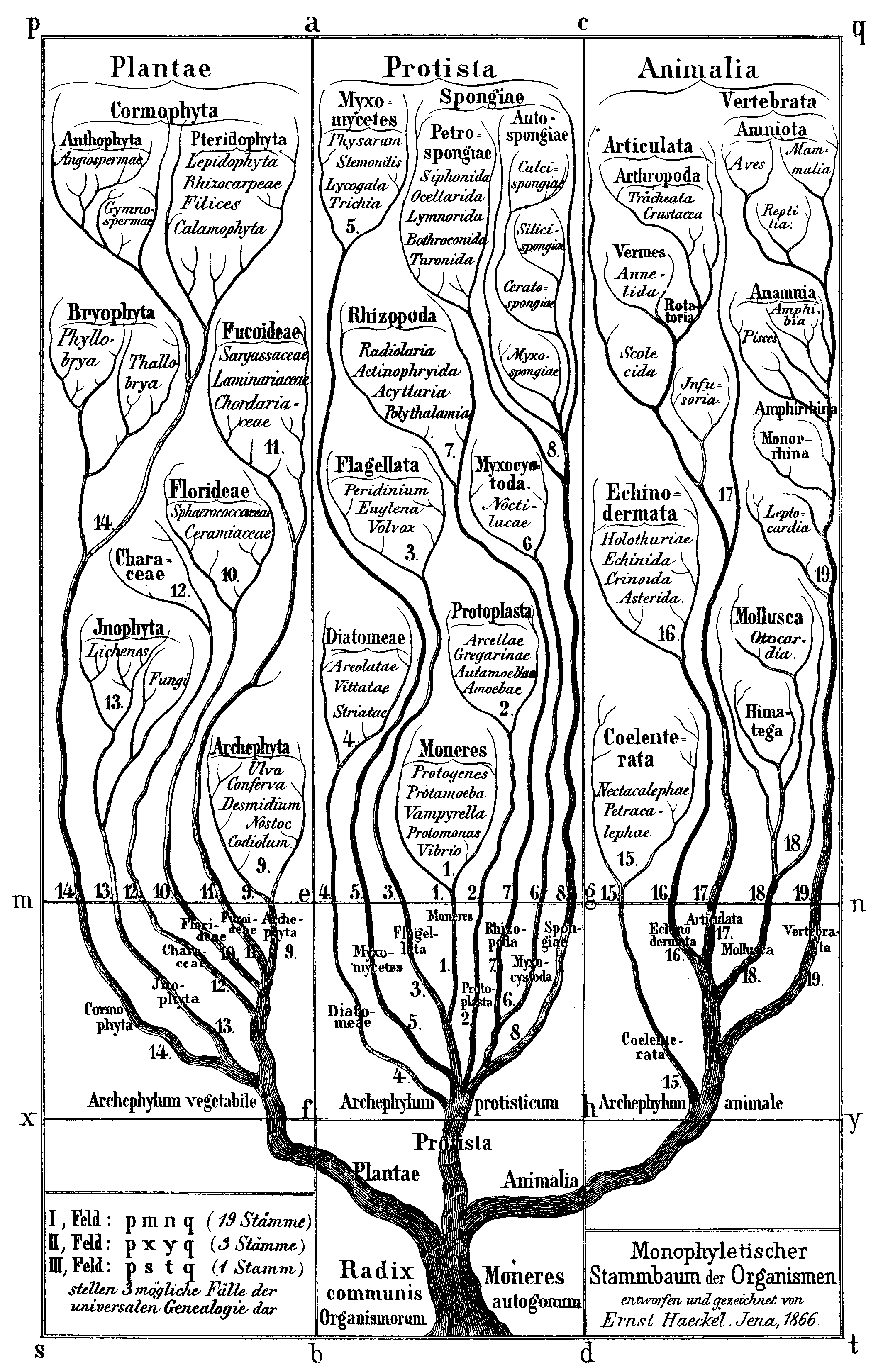
A Árvore da Vida de Haeckel em Generelle Morphologie der Organismen (1866)
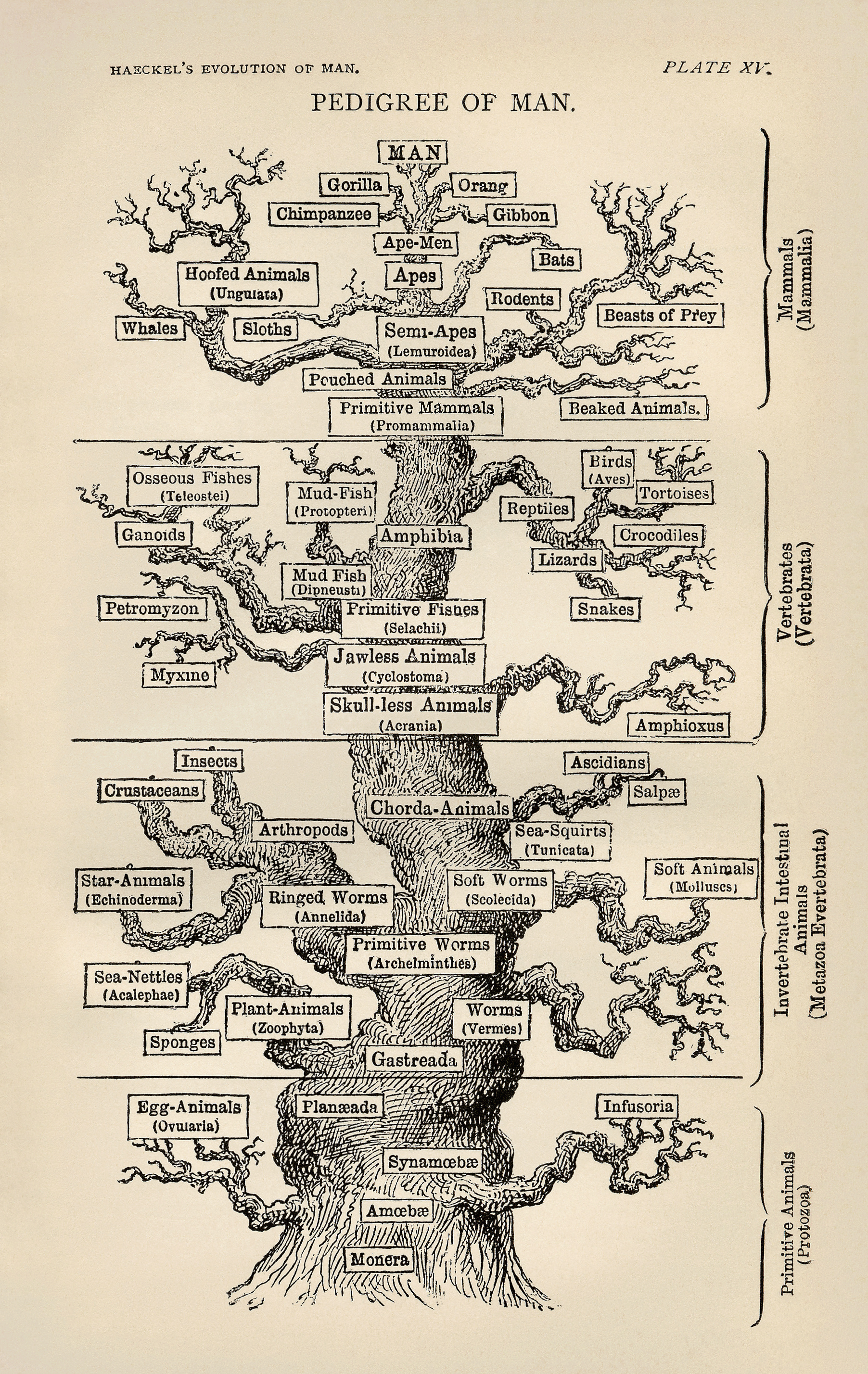
A Árvore da Vida tal como se verifica em A Evolução do Homem (1879)

### Desenvolvimentos desde 1990

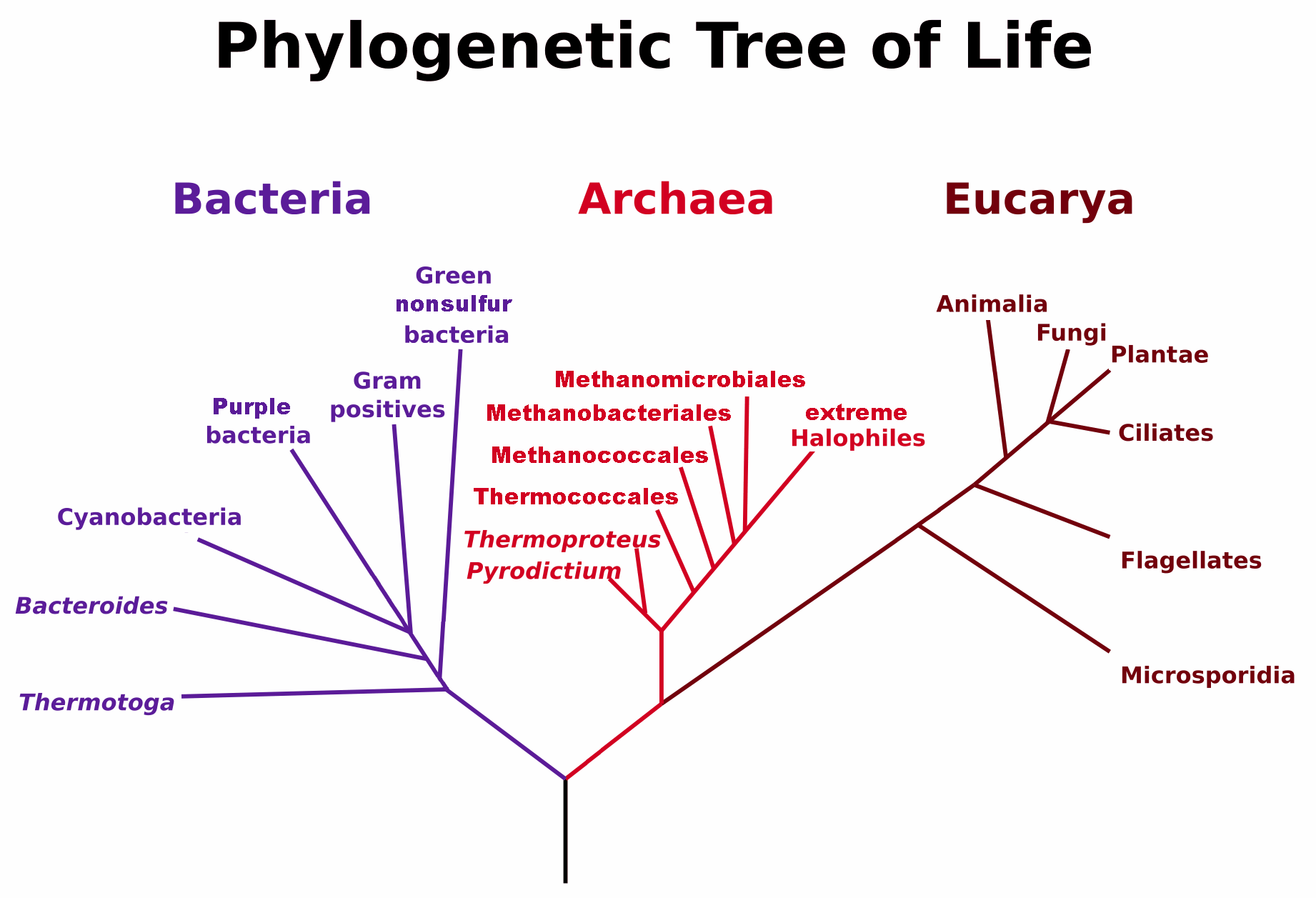
A árvore filogenética universal em forma enraizada, mostrando os três domínios da vida (Woese, Kandler, Wheelis 1990, p. 4578)

Em 1990, Carl Woese, Otto Kandler e Mark Wheelis propuseram uma nova "árvore da vida" composta por três linhagens para as quais introduziram o termo domínio como a categoria mais elevada na classificação. Sugeriram e definiram formalmente os termos Bacteria, Archaea e Eukarya para os três domínios da vida. Foi a primeira árvore baseada na filogenética molecular e na evolução microbiana.
O modelo de árvore é ainda considerado válido para formas de vida eucarióticas. Foram propostas árvores com quatro. ou dois supergrupos. Ainda não parece haver consenso sobre isso; Num artigo de revisão de 2009, Roger e Simpson concluíram que "com o ritmo atual de mudança na nossa compreensão da árvore da vida eucariótica, devemos proceder com cautela".
Em 2015, surgiu a terceira versão do TimeTree, que utilizou 2.274 estudos e 50.632 espécies, representadas numa árvore espiral da vida, que pode ser descarregado gratuitamente.
Em 2015, foi publicado o primeiro rascunho da Árvore Aberta da Vida, combinando informações de quase 500 árvores anteriormente publicadas para formar uma única base de dados online, que também pode ser consultada e descarregada gratuitamente. Outra base de dados, TimeTree, ajuda os biólogos a avaliar a filogenia e os tempos de divergência.
Em 2016, foi publicada uma nova árvore da vida (sem raiz), resumindo a evolução de todas as formas de vida e ilustrando as últimas descobertas genéticas de que os ramos eram compostos principalmente por bactérias. O novo estudo incorporou cerca de mil bactérias e arqueias descobertas nos últimos anos.
Em 2022, foi lançada a quinta versão do TimeTree, incorporando 4.185 estudos publicados e 148.876 espécies, representando a maior árvore do tempo de vida feita com dados reais (não imputados).

## Transferência horizontal de genes e enraizamento das árvores da vida
Os procariontes (os dois domínios das bactérias e das arqueias) e certos animais, como os rotíferos Bdelloidea podem passar livremente informação genética entre organismos não relacionados através de transferência horizontal de genes. recombinação, perda ou duplicação de genes e a criação de genes são alguns dos processos através dos quais os genes podem ser transferidos entre espécies de bactérias e arqueias, provocando variações que não se devem a transferências verticais de genes. Há cada vez mais evidências de transferência horizontal de genes envolvendo procariontes, pelo que a árvore da vida não explica toda a complexidade da situação entre os procariontes. Este é um grande problema na construção de árvores da vida, porque é consensual que os eucariontes tiveram origem na fusão de bactérias e arqueias, o que significa que as árvores da vida não são totalmente bifurcadas e não devem ser representadas como tal para este nó importante. Em segundo lugar, as redes filogenéticas não enraizadas não são verdadeiras árvores evolutivas (ou árvores da vida) porque não há direcionalidade nelas e, portanto, a árvore da vida precisa de ter uma raiz.

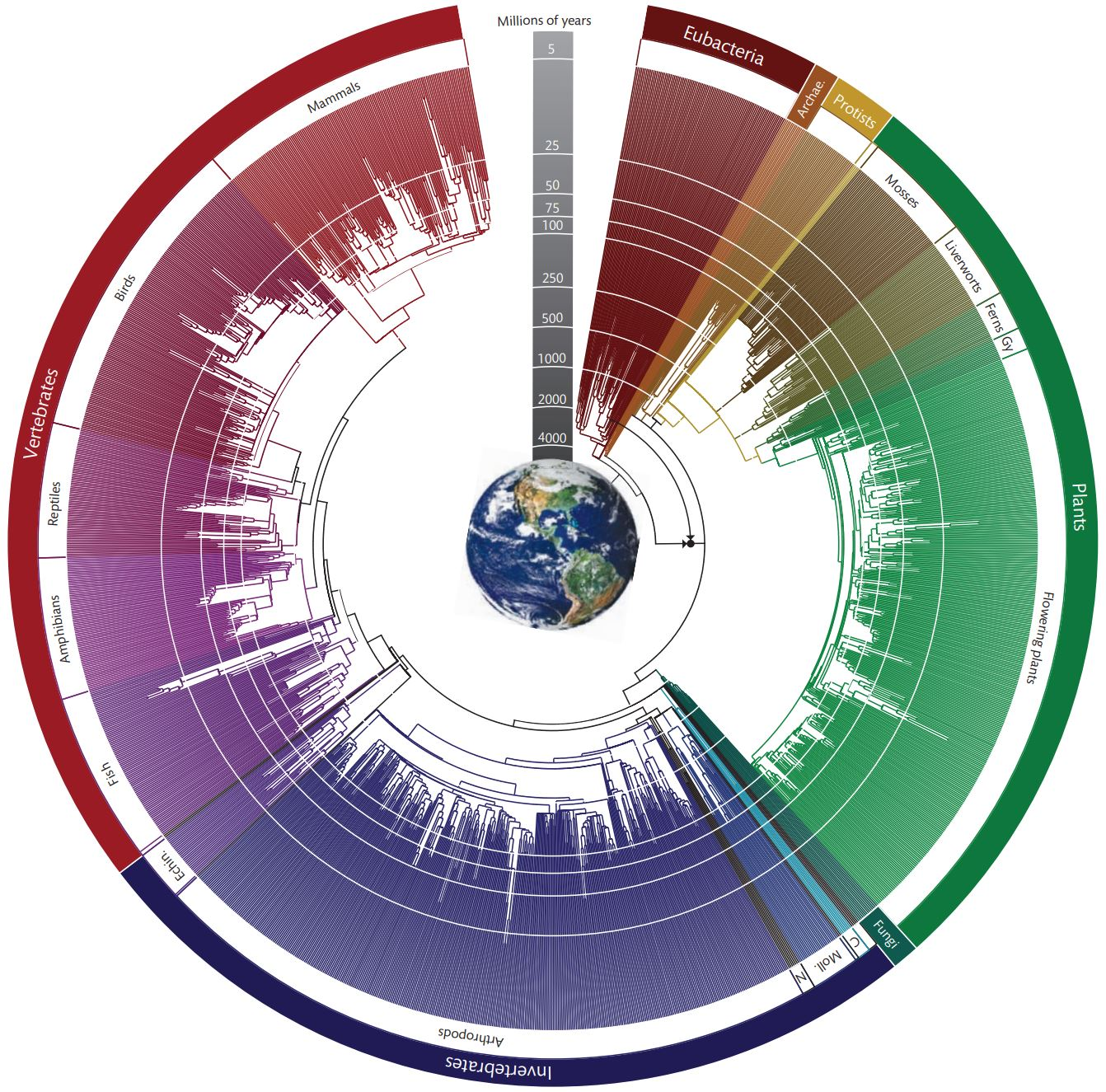
Árvore circular da vida de 1.610 famílias de Hedges e Kumar.
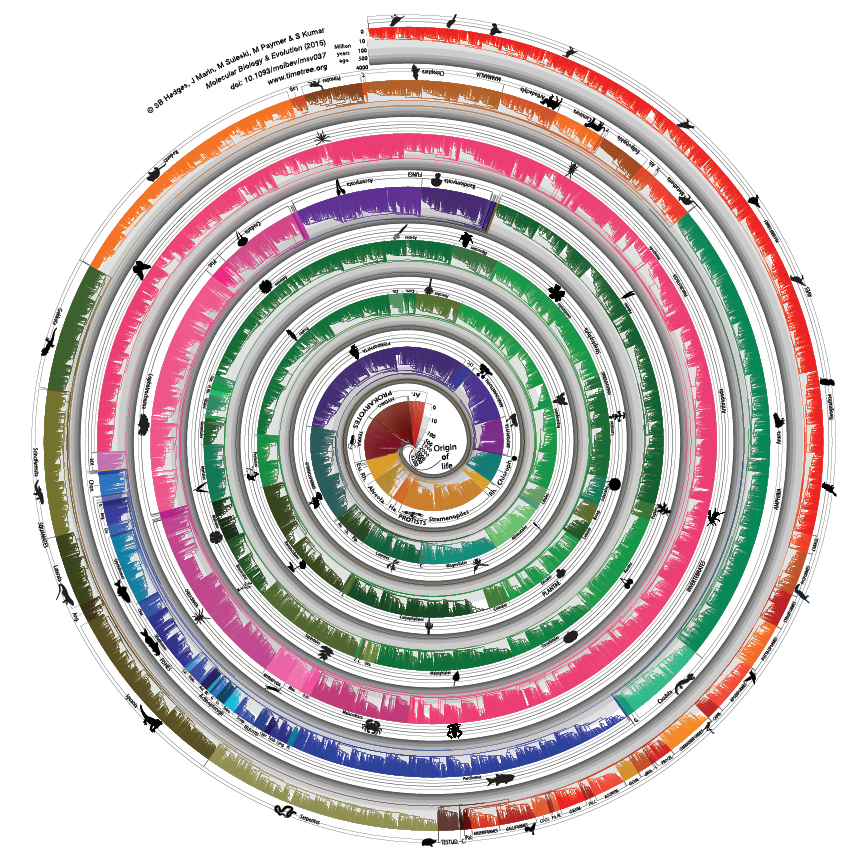
Árvore de tempo de vida em espiral de Hedges et al. de 2015 de 50.632 espécies.
Gráfico da árvore da vida de David Hillis de 2008, baseado inteiramente em genomas sequenciados.
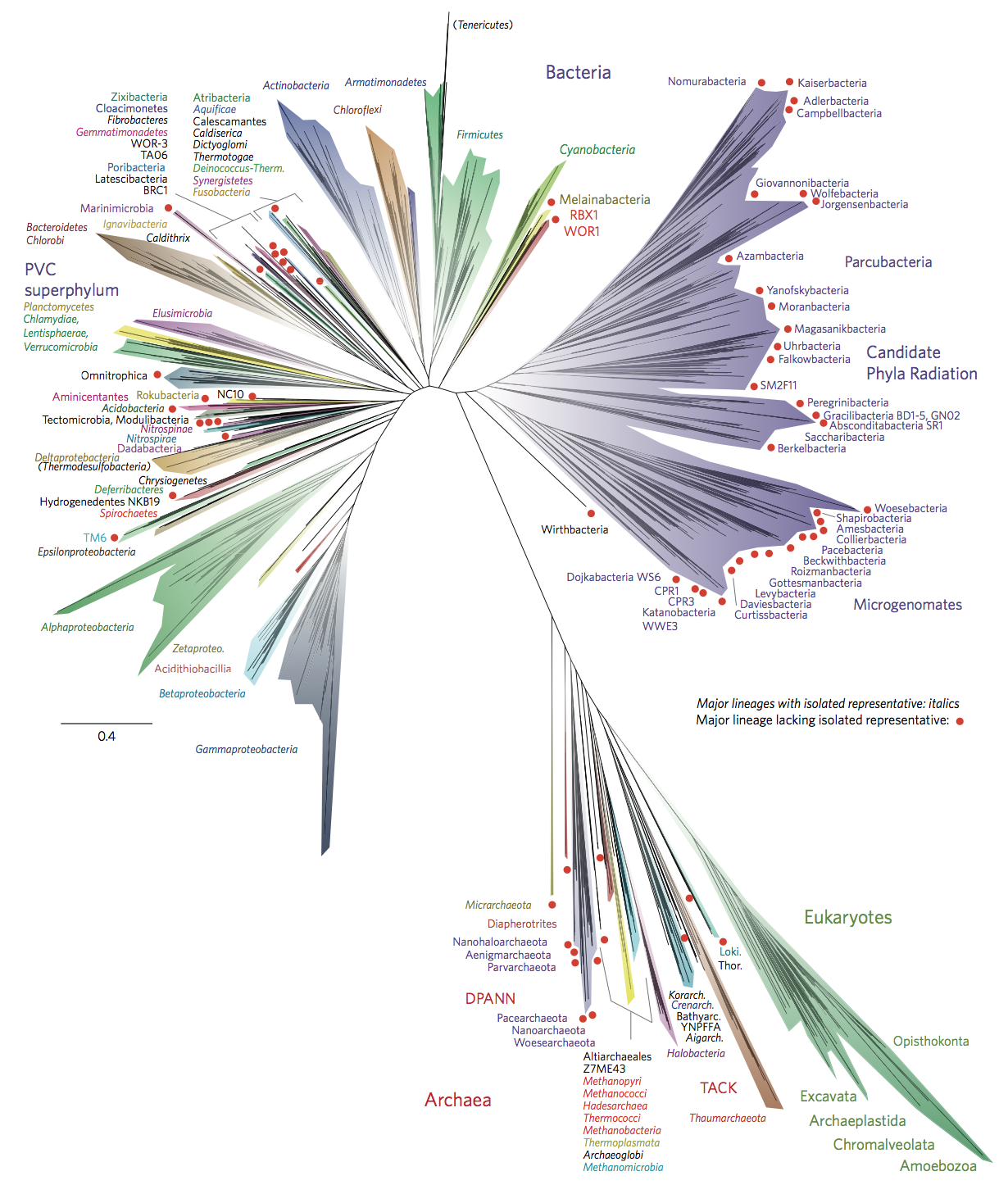
Uma representação (metagenómica) de 2016 da árvore da vida (sem raiz) utilizando sequências de proteína ribossómica.

### Outros artigos
- Filos bacterianos
- Cladística
- Ascendência comum
- Coral da vida
- Árvore familiar
- Simbiogénese
- TimeTree
- Tree of Life Web Project